# Czterdziestu męczenników Anglii i Walii
Czterdziestu męczenników Anglii i Walii – pierwsza grupa katolików angielskich i walijskich, kanonizowanych przez papieża Pawła VI w 1970 r. i czczonych przez Kościół katolicki jako męczennicy za wiarę. Ponieśli śmierć w Anglii i Walii w latach 1535–1679 w wyniku represji związanych z odmową porzucenia przynależności do Kościoła katolickiego na rzecz ustanowionego przez Henryka VIII Kościoła anglikańskiego.

## Tło historyczne
Od średniowiecza pojawiały się dążenia do uniezależnienia Kościoła w Anglii od papiestwa, czego wyrazem było uchwalenie w 1351 roku dokumentu Statute of Provisors, zakazującego osobom duchownym dokonywania opłat zagranicznym instytucjom i blokującego przejmowanie beneficjów, opublikowanie dwa lata później statutu Praemunire, zabraniającego przekazywania jurysdykcji Rzymowi (tj. wnoszenia apelacji do papieża i ogłaszania bez zgody króla dokumentów papieskich), oraz zniesienie w 1366 roku obowiązującego od czasów Jana bez Ziemi trybutu wasalnego. W 1373 roku miały miejsce wystąpienia przeciwko kolekcie papieskiej. Tendencje uniezależnienia od Rzymu nasiliły się pod wpływem XIV-wiecznych idei, głoszonych przez Johna Wycliffe’a. Kolejnym krokiem w tym kierunku było odrzucenie wniosku, w którym legat papieski ubiegał się o unieważnienie Praemunire, oraz powtórne uchwalenie statutu w 1427 roku. Bezpośrednim powodem narzucenia aktów reformacyjnych przez króla Henryka VIII był brak zgody papieża na unieważnienie małżeństwa z Katarzyną Aragońską (1533 rok) i uchwalenie Aktu Supremacji w 1534 roku.

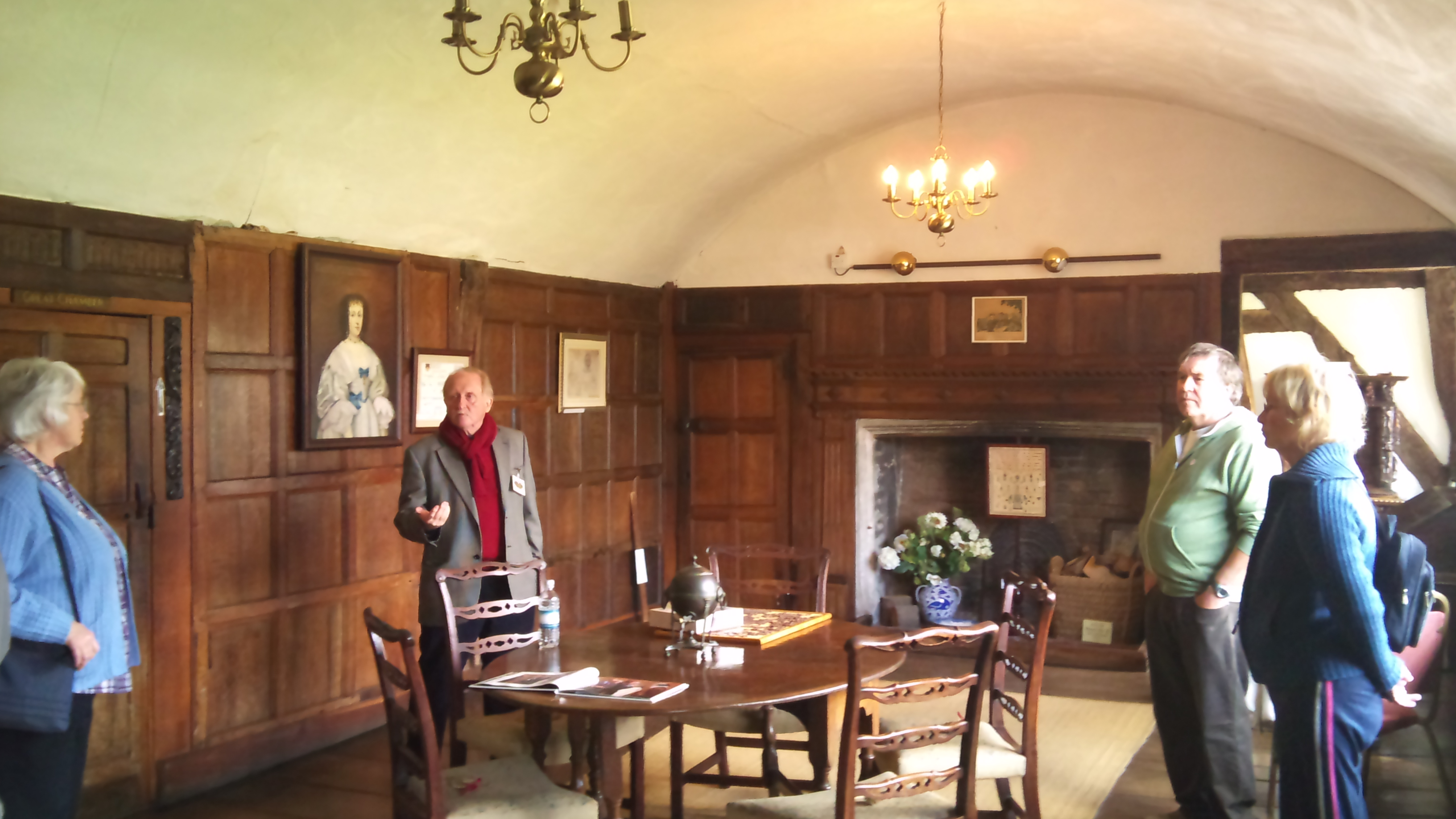
Salonik domu należącego do Humphreya Pakingtona, zbudowanego w latach 80. XVI wieku (Harvington Hall k. Birmingham). W rogu koło kominka znajdują się drzwi do schowka, w którym pod podłogą zrobiono kryjówkę księdza (ang. priest hole)

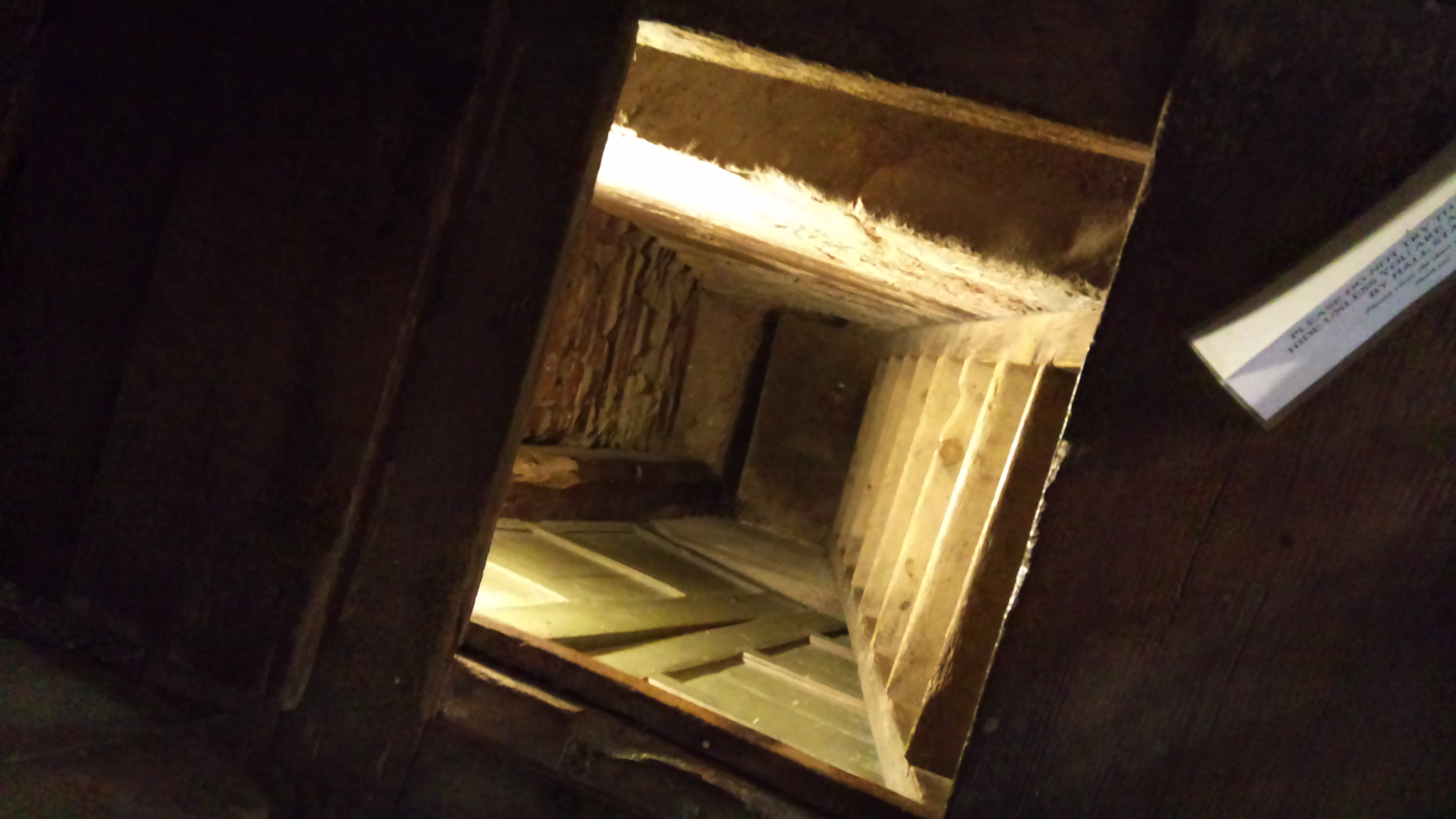
Po podniesieniu podłogi schowka ukazuje się kryjówka księdza. Widoczne są (od tyłu) panele ścienne pokoju, znajdującego się piętro niżej. Kryjówka została wykonana najprawdopodobniej przez św. Mikołaja Owena. W całym domu Harvington Hall znaleziono siedem kryjówek dla księży.

## Geneza męczeństwa
Tym co w XVI w. otworzyło drogę zniesieniu Kościoła katolickiego w Anglii, oraz kilku wiekom prześladowań katolików na Wielkiej Brytanii, w czasie których straciło życie ok. 600 osób – była decyzja króla Henryka VIII o ogłoszeniu siebie głową Kościoła Anglii (Only supreme head in carth of the Church of England, called Eccelsia Anglicana). Wśród pierwszych angielskich poddanych, którzy ponieśli śmierć z powodu odrzucenia decyzji władcy, był kanclerz króla Tomasz Morus, oraz, jako jedyny z biskupów angielskich, John Fisher. Po śmierci Henryka VIII, a następnie jego syna, Edwarda VI, rządy objęła, wychowana w katolickiej Francji, córka Henryka Maria Tudor (1553–1558), która nakazała wypuszczenie z więzień angielskich katolików, uwięzionych za rządów jej ojca i brata, oraz przywrócenie im dóbr i tytułów. Podjęła też krwawy program rekatolicyzacji kraju. W tym okresie stracono blisko 300 męczenników protestanckich. Rządząca po jej śmierci, jej siostra Elżbieta I była wychowywana w wierze protestanckiej i po jej wstąpieniu na tron Parlament angielski uchwalił w 1559 roku drugi Akt Supremacji, a także dalsze reformy religijne zmierzające do zachowania w Królestwie Anglii jednej religii – anglikanizmu. Katolickie praktyki religijne zostały formalnie zakazane, jednak w praktyce początkowo tolerowano je, jeśli odbywały się one w prywatnych domach. Nieprzestrzeganie prawa było w tym okresie karane jedynie grzywnami. Zaostrzenie stanowiska rządu angielskiego nastąpiło po promulgacji w kwietniu 1570 bulli papieża Piusa V Regnans in Excelsis ekskomunikującej zarówno Elżbietę, jak i każdego jej poddanego, wykonującego jej rozkazy jako głowy Kościoła angielskiego, a także serii buntów i spisków wynikłych w rezultacie tej bulli (m.in. spisek Ridolfiego w 1570/1571). Rząd angielski podjął surowe środki przeciwko jezuitom i wkrótce po wykryciu kolejnych spisków (m.in. spisku Babingtona w 1586), a następnie wybuchu wojny hiszpańsko-angielskiej (1585–1604) parlament angielski uchwalił ustawę „przeciwko jezuitom, kapłanom seminaryjnym i innym podobnym nieposłusznym ludziom” („against Jesuits, seminary priests and other such like disobedient persons”). Katolickie praktyki religijne traktowano jako zdradę stanu, a katolików karano represjami, począwszy od konfiskat majątków, poprzez więzienie i nakłanianie do konwersji, aż po tortury i śmierć przez powieszenie, otwarcie wnętrzności i poćwiartowanie. Nawet najmniejsze związki ze Stolicą Apostolską uznano za zdradę stanu, mogło nim być np. staranie o papieskie pozwolenie na zawarcie małżeństwa, czy przywiezienie do kraju jakiejkolwiek bullii, pisma czy narzędzia otrzymanego od Biskupa Rzymu, a także udzielanie odpuszczenia grzechów lub jednania kogokolwiek z poddanych królowej. Z kolei przywożenie do kraju lub przyjęcie 'medali, krzyży, obrazów, różańców i tym podobnych próżnych rzeczy od Biskupa Rzymu było karane konfiskatą majątku.
Począwszy od związania wyznania z władzą królewską, dokonanego jeszcze przez Henryka VIII, doszło do upolitycznienia kwestii religii. Sam fakt bycia katolikiem był uznany za nielojalność wobec swojego kraju. Poddanych, którzy byli lojalni wobec anglikańskiego władcy – jak Edmund Campion, który po re-konwersji na katolicyzm został jezuitą – a jednocześnie chcieli kontynuować wyznawanie wiary katolickiej, uznawano za zdrajców państwa. Do radykalizacji środków przyczyniły się zewnętrzne działania polityczne, jak przygotowania do Wielkiej Armady, oraz pojedyncze akcje ekstremistów, jak spisek prochowy w 1605 r. Autorzy katoliccy wskazują, że o antykatolickim charakterze prześladowań świadczy fakt, że wielu formalnie oskarżonym o zdradę oferowano łaskę w zamian za przejście na anglikanizm.
Kościół katolicki uznał za męczeństwo śmierć 125 osób, jako reprezentantów wszystkich sześciuset katolików straconych w XVI i XVII-wiecznej Anglii pod zarzutem zdrady stanu. W tej liczbie było:
- czterdziestu za panowania Henryka VIII w latach 1535–1547,
- stu osiemdziesięciu dziewięciu straconych za Elżbiety I między rokiem 1570 a 1603,
- dwudziestu siedmiu za rządów Jakuba I w latach 1603–1618,
- a także dwadzieścia cztery ofiary z lat 1628–1649, tj. z okresu panowania Karola I,
- dwie osoby z okresu rządów Cromwella
- dwudziestu pięciu straconych w latach 1678–1681 za Karola II[8][9].

Największą grupę wśród męczenników stanowili księża, oraz osoby, które pomagały im w ukrytej działalności duszpasterskiej. W tym czasie w Anglii za bycie księdzem katolickim, lub udzielanie mu gościny ustanowiona była najwyższa kara za zdradę stanu (ang. High treason). Księża działali w duchowym podziemiu. Ponieważ w kraju nie można było prowadzić seminariów duchownych, kandydaci wyjeżdżali do Rzymu, Francji i Hiszpanii, gdzie w kolegiach angielskich (ang. English College w Douai) przygotowywali się do święceń. Po święceniach w przebraniu wracali znów na Wyspy. Władze anglikańskie ustanawiały specjalne ekipy śledcze, poszukujące takich księży, zatrzymujących się najczęściej w domach ziemiańskich. Dla ukrycia obecności duszpasterza przed władzami, budowano specjalne kryjówki księży (ang. priest hole). Gdy przeprowadzającym szczegółową rewizję w domu, która trwała nieraz kilka dni, udawało się jednak odnaleźć winnego, aresztowany zostawał poddawany długiemu więzieniu, torturom, a następnie wymierzano mu karę powieszenia, otwarcia wnętrzności i poćwiartowania (ang. hanged, drawn and quartered). Największa liczba męczenników zginęła na londyńskim miejscu skazań Tyburn, mieszczącym się przy dzisiejszym Hyde Parku. Często głowy skazańców-męczenników „dla pouczenia ludu” umieszczano na włóczni u bramy miejskiej.

## Lista świętych
| Imię (imię oryginalne)         | Nazwisko    | Data urodzenia          | Data śmierci         | Z pochodzenia |
| ------------------------------ | ----------- | ----------------------- | -------------------- | ------------- |
| Aleksander (Alexander)         | Briant      | 17 sierpnia 1556        | 1 grudnia 1581       | Anglik        |
| Ambroży (Ambrose)              | Barlow      | 1585                    | 10 września 1641     | Anglik        |
| Anna                           | Line        | 1567                    | 27 lutego 1601       | Angielka      |
| Augustyn                       | Webster     | data urodzenia nieznana | 4 maja 1535          | Anglik        |
| Bartłomiej Alban (Bartholomew) | Roe         | 1583                    | 22 stycznia 1642     | Anglik        |
| Dawid (David)                  | Lewis       | 1617                    | 27 sierpnia 1679     | Anglik        |
| Edmund                         | Arrowsmith  | 1585                    | 28 sierpnia 1628     | Anglik        |
| Edmund                         | Campion     | 25 stycznia 1540        | 1 grudnia 1581       | Anglik        |
| Edmund                         | Gennings    | 1567                    | 10 grudnia 1591      | Anglik        |
| Eustachy (Eustace)             | White       | ok. 1560                | 10 grudnia 1588      | Anglik        |
| Filip (Philip)                 | Evans       | 1645                    | 22 lipca 1679        | Walijczyk     |
| Filip (Philip)                 | Howard      | 28 czerwca 1557         | 19 października 1595 | Anglik        |
| Henryk (Henry)                 | Walpole     | 1558                    | 7 kwietnia 1595      | Anglik        |
| Henryk (Henry)                 | Morse       | 1595                    | 1 lutego 1645        | Anglik        |
| Jan (John)                     | Paine       | 1532                    | 2 kwietnia 1582      | Anglik        |
| Jan (John)                     | Almond      | 1577                    | 5 grudnia 1612       | Anglik        |
| Jan (John)                     | Boste       | ok. 1544                | 24 lipca 1594        | Anglik        |
| Jan (John)                     | Houghton    | 1485                    | 4 maja 1535          | Anglik        |
| Robert                         | Lawrence    | data urodzenia nieznana | 4 maja 1535          |               |
| Jan (John)                     | Jones       | data urodzenia nieznana | 12 lipca 1598        | Walijczyk     |
| Jan (John)                     | Kemble      | 1599                    | 22 sierpnia 1679     | Walijczyk     |
| Jan (John)                     | Lloyd       | data urodzenia nieznana | 22 lipca 1679        | Walijczyk     |
| Jan (John)                     | Rigby       | ok. 1570                | 21 czerwca 1600      | Anglik        |
| Jan (John)                     | Roberts     | ok. 1576                | 10 grudnia 1610      | Walijczyk     |
| Jan (John)                     | Southworth  | ok. 1592                | 28 czerwca 1654      | Anglik        |
| Jan (John)                     | Stone       | data urodzenia nieznana | 24 grudnia 1539      | Anglik        |
| Jan (John)                     | Wall        | 1620                    | 22 sierpnia 1679     | Anglik        |
| Kutbert (Cuthbert)             | Mayne       | 1544                    | 30 listopada 1577    | Anglik        |
| Łukasz (Luke)                  | Kirby       | 1549                    | 30 maja 1582         | Anglik        |
| Małgorzata (Margaret)          | Clitherow   | 1555                    | 25 marca 1586        | Angielka      |
| Małgorzata (Margaret)          | Ward        | data urodzenia nieznana | 30 sierpnia 1588     | Angielka      |
| Mikołaj (Nicholas)             | Owen        | ok. 1550                | 12 lub 22 marca 1606 | Anglik        |
| Polidor (Polydore)             | Plasden     | 1563                    | 10 grudnia 1591      | Anglik        |
| Robert                         | Lawrence    | data urodzenia nieznana | 4 maja 1535          | Anglik        |
| Robert                         | Southwell   | ok. 1561                | 21 lutego 1595       | Anglik        |
| Rudolf (Ralph)                 | Sherwin     | ok. 1550                | 1 grudnia 1581       | Anglik        |
| Ryszard (Richard)              | Gwyn        | 1537                    | 17 października 1584 | Walijczyk     |
| Ryszard (Richard)              | Reynolds    | 1492                    | 4 maja 1535          | Anglik        |
| Switun (Swithun)               | Wells       | ok. 1536                | 10 grudnia 1591      | Anglik        |
| Tomasz (Thomas)                | Garnet      | ok. 1574                | 23 czerwca 1608      | Anglik        |
| Wilhelm Jan (William John)     | Plessington | 1637                    | 19 lipca 1679        | Anglik        |

## Beatyfikacja i kanonizacja
Pamięć o męczennikach miała charakter lokalny, a relikwie i zapiski dotyczące ich życia i śmierci były rozproszone i często przechowywane w prywatnych domach. Wcześniejsze opisy hagiograficzne wyprzedzały badania historyczne, które utrudniała dyskryminacja religijna. Przywrócenie pamięci o katolikach straconych w latach 1535–1679 zapoczątkowane zostało w XIX wieku dzięki powrotowi do zasad tolerancji religijnej. Część z nich zostało beatyfikowanych przez papieża Leona XIII w 1886 i 1895 roku, kolejną grupę beatyfikował Pius XI w 1929 roku.
Grupa czterdziestu męczenników Anglii i Walii to święci kanonizowani 25 października 1970 roku przez Pawła VI.

## Dzień obchodów
Elementem kultu jakim otoczeni są święci męczennicy Anglii i Walii było podniesienie w 2010 roku wspomnienia liturgicznego do rangi święta liturgicznego, które obchodzone jest w Anglii 4 maja jako Święto angielskich męczenników, natomiast w Walii – 25 października jako Święto sześciu walijskich męczenników i ich towarzyszy.

## Znaczenie
Paweł VI w homilii wygłoszonej w czasie kanonizacji przytoczył między innymi słowa ostatniej modlitwy Wilhelma Jana Plessingtona zawierającej błogosławieństwo dla króla i jego rodziny, i podkreślił znaczenie uznania męczeństwa grupy Czterdziestu męczenników Anglii i Walii dla jedności chrześcijan:

Niech krew tych męczenników zdoła uleczyć wielką ranę zadaną Kościołowi Bożemu, w wyniku oddzielenia Kościoła anglikańskiego od Kościoła katolickiego.